# Mobile Linux Initiative
Pour les articles homonymes, voir MLI.
 (janvier 2023).
Si vous disposez d'ouvrages ou d'articles de référence ou si vous connaissez des sites web de qualité traitant du thème abordé ici, merci de compléter l'article en donnant les références utiles à sa vérifiabilité et en les liant à la section « Notes et références ».
Mobile Linux Initiative, ou MLI, est une organisation (un groupe de travail) créée en 2005 par l'OSDL pour standardiser les systèmes Linux pour appareil mobile.
On compte parmi ses membres Motorola, Trolltech, PalmSource, Nokia, Ericsson, Alcatel, ou encore Montavista.